# Mola mola
El pez luna (Mola mola) es un pez pelágico tetraodontiforme de la familia Molidae. Es uno de los peces óseos más pesados del mundo, con una media de 1000 kg de peso y con ejemplares que alcanzan más de tres metros de longitud y superan las dos toneladas. Es una especie cosmopolita que habita en aguas tropicales y templadas a lo largo de todo el planeta. Tiene el cuerpo aplastado lateralmente y cuando extiende sus aletas dorsales y ventrales, el pez es tan largo como alto. 
Se alimenta principalmente de varios tipos de zooplancton gelatinoso como las medusas, de las que consume grandes cantidades para poder desarrollarse y mantener su gran tamaño, puesto que es una dieta pobre en nutrientes. Las hembras de esta especie pueden producir hasta 300 millones de huevos, más que cualquier otro vertebrado conocido. Los alevines del pez luna parecen pequeños peces globo con grandes aletas pectorales, una aleta caudal y espinas corporales que no tienen los ejemplares adultos.
Los ejemplares adultos son vulnerables a pocos depredadores naturales, pero es presa de leones marinos, orcas y tiburones. Entre los humanos, su carne está considerada como una exquisitez en algunas partes del mundo, como Japón, Corea y Taiwán, pero la venta de su carne está prohibida en la Unión Europea. A menudo estos peces quedan accidentalmente atrapados en redes de pesca y también pueden sufrir daños o morir debido a encuentros con desechos flotantes, como bolsas de plástico.
El pez luna es miembro del orden de los Tetraodontiformes, que también incluye a los peces globo, los peces erizo y las lijas, por lo que comparte muchos de los rasgos comunes a los miembros de este orden. Originalmente fue descrito como Tetraodon mola, dentro del género de los peces globo Tetraodon, pero posteriormente fueron clasificados dentro de su propio género, Mola, que incluye dos especies; M. mola es la especie tipo de este género.

## Etimología
La mayoría de los nombres comunes aplicados a esta especie a lo largo de todo el mundo hacen referencia a su característica forma aplastada y redondeada. El nombre científico de la especie, mola, significa en latín «muela, piedra de molino», debido a su color gris, textura áspera y cuerpo redondeado. El nombre común en español y en otros idiomas como el neerlandés (maanvis), el portugués (peixe lua), el francés (poisson lune), el alemán (Mondfisch) o el ruso (рыба-луна) es «pez luna», en referencia a su forma redondeada. En alemán también recibe el nombre de Schwimmender Kopf, «cabeza que nada» y en polaco samogłów «solo cabeza», en ambos casos denotando que no tiene una auténtica aleta caudal. Su nombre común en inglés, sunfish (pez sol), hace referencia a la costumbre que tiene este animal de tomar el sol en la superficie del agua. En Taiwán se los conoce como «pez mambo». En la costa andaluza española, recibe el nombre de mula.

## Taxonomía
El pez luna tiene varios sinónimos binominales obsoletos, e inicialmente fue descrito como Tetraodon mola Linneo, 1758 (basiónimo), dentro del género de peces globo Tetraodon, pero posteriormente fueron clasificados dentro de su propio género, Mola, que incluye dos especies: M. ramsayi y el propio M. mola. El pez luna es la especie tipo de este género.
El género Mola pertenece a la familia Molidae; esta familia comprende tres géneros: Masturus, Mola y Ranzania. La familia Molidae pertenece al orden de los tetraodontiformes, que incluye a los peces globo, a los peces erizo y a las tijas, con los que comparte muchos de los rasgos comunes a sus miembros, como los cuatro dientes fusionados que forman su característico pico, y que dan nombre al orden (tetra=cuatro, odous=diente y forma=forma). De hecho, sus larvas se asemejan más a los espinosos peces globo que a los peces luna adultos.

### Sinónimos
- Aledon capensis Castelnau, 1861
- Aledon storeri Castelnau, 1861
- Cephalus brevis Shaw, 1804
- Cephalus ortagoriscus Risso, 1827
- Cephalus pallasianus Shaw, 1804
- Diodon carinatus Mitchill, 1828
- Diodon mola Pallas, 1770
- Diodon nummularis Walbaum, 1792
- Diplanchias nasus Rafinesque, 1810
- Mola aculeata Koelreuter, 1766
- Mola hispida Nardo, 1827
- Mola rotunda Cuvier, 1797
- Molacanthus pallasii Swainson, 1839
- Orthragoriscus alexandrini Ranzani, 1839
- Orthragoriscus analis Ayres, 1859
- Orthragoriscus blochii Ranzani, 1839
- Orthragoriscus elegans Ranzani, 1839
- Orthragoriscus fasciatus Bloch & Schneider, 1801
- Orthragoriscus ghini Ranzani, 1839
- Orthragoriscus hispidus Bloch & Schneider, 1801
- Orthragoriscus lunaris Gronow, 1854
- Orthragoriscus mola (Linneo, 1758)
- Orthragoriscus redi Ranzani, 1839
- Orthragoriscus retzii Ranzani, 1839
- Orthragoriscus rondeletti Ranzani, 1839
- Orthragus luna Rafinesque, 1810
- Ozodura orsini Ranzani, 1839
- Pedalion gigas Guilding, 1838
- Tetraodon mola Linneo, 1758 (basiónimo)
- Trematopsis willugbei Ranzani, 1839
- Tympanomium planci Ranzani, 1839

## Descripción

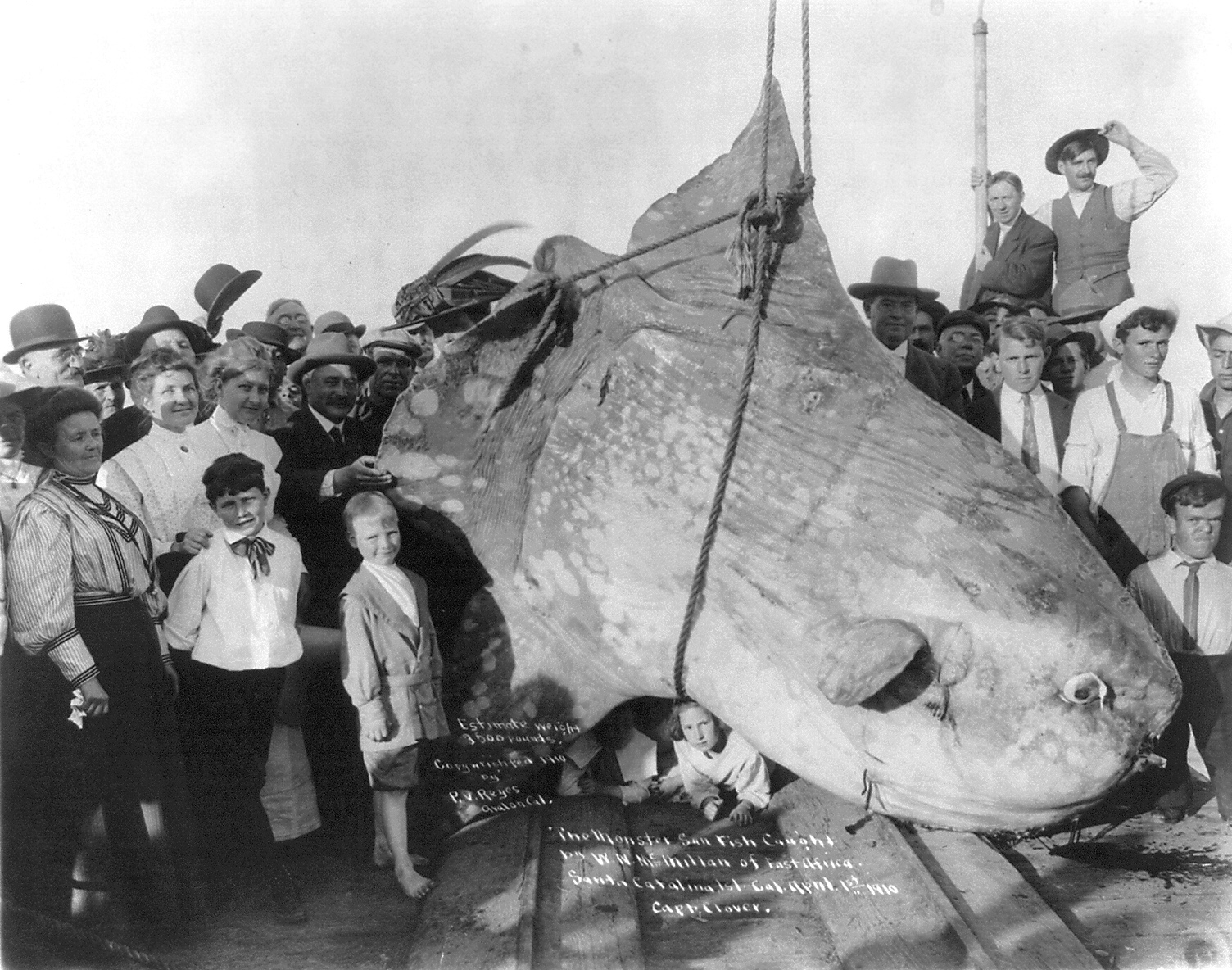
Pez luna capturado en 1910, con un peso estimado de 1600 kg.

El pez luna parece una gran cabeza de pescado sin cola. No posee cola ni pedúnculo caudal, ya que la aleta caudal está sustituida por una estructura redondeada llamada clavus, que le da su forma característica. El cuerpo está aplastado por los lados, lo que le confiere una forma larga y ovalada visto de frente. Las aletas pectorales son pequeñas y tienen forma de abanico; sin embargo, las aletas dorsal y anal son más largas y, cuando las extiende, es tan largo como alto.
Es el mayor pez óseo del mundo; tiene una longitud media de 1,8 metros y un peso medio de una tonelada, aunque hay registros de ejemplares de hasta 3,3 m de longitud, 4,2 m entre aletas y hasta 2300 kg de peso.
Su columna vertebral contiene menos vértebras y es más corta en proporción al cuerpo que en cualquier otro pez. La médula espinal de un ejemplar de 2,1 m de longitud tiene menos de 25 mm de longitud, y su cerebro es muy pequeño, más pequeño incluso que uno de sus dos riñones, que están situados justo detrás del cerebro, en lugar de ocupar una posición más atrasada, como es habitual en los peces. El hocico se proyecta más allá de su pequeña boca y los dientes en ambas mandíbulas se unen para formar un único y afilado pico parecido al de un loro y sus aberturas branquiales aparecen como dos pequeños orificios.
A pesar de su calificación como osteíctio y de su descendencia de antepasados óseos, su esqueleto en realidad contiene tejidos principalmente cartilaginosos, que son más ligeros que el hueso, lo que les permite alcanzar unas dimensiones impensables para otros peces óseos.
 Esta característica también es ilustrada por el hecho de que el pez más grande existente en la actualidad es el tiburón ballena (Rhincodon typus), un pez que carece por completo de huesos.
Los peces luna carecen de vejiga natatoria. Algunas fuentes indican que los órganos internos contienen una neurotoxina concentrada, la tetradotoxina, como los órganos de otros tetraodontiformes venenosos, mientras que otras refutan esta teoría.

### Aletas

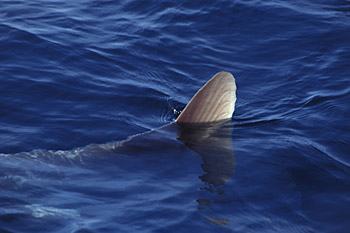
Suele nadar cerca de la superficie, y cuando su aleta dorsal sobresale, se confunde a menudo con la de un tiburón.

En el transcurso de su evolución, su aleta caudal (o cola) desapareció y fue sustituida por una seudocola en forma de abanico, el clavus. Esta estructura está formada por la convergencia de las aletas dorsal y anal. El clavus, dotado de dentículos lisos, conserva doce radios, y acaba en una serie de osículos redondeados. Sus aletas branquiales son redondeadas, en forma de abanico y muy pequeñas para el tamaño de estos peces.
Debido a la carencia de una cola auténtica para propulsarse hacia adelante y al pequeño tamaño de sus aletas pectorales, el pez luna utiliza sus largas y delgadas aletas dorsal y anal para moverse, empujándose hacia adelante mediante el movimiento de estas aletas de un lado al otro. Suele nadar cerca de la superficie, y cuando su aleta dorsal sobresale, se confunde a menudo con la de un tiburón. Sin embargo es posible distinguir un tiburón de un pez luna observando la trayectoria de la aleta dorsal en la superficie mientras que el pez permanece sin ser visto bajo el agua: los tiburones, como la mayoría de los peces, se mueven mediante un movimiento lateral de la cola y un movimiento rectilíneo de la aleta dorsal; el pez luna, en cambio, mueve sus aletas dorsal y anal en su característico movimiento lateral de remo.

### Piel
El color de los ejemplares adultos va del marrón al gris plateado o blanco y está cubierto de manchas irregulares de color claro; algunos de estos patrones pueden ser específicos de una región. La coloración suele ser más oscura en la parte dorsal, tendiendo hacia una tonalidad más clara en la parte ventral, lo que le sirve como una forma de camuflaje. M. mola también tiene la capacidad de cambiar la coloración de la piel de una tonalidad clara a una oscura, especialmente cuando es atacado. La piel, que contiene grandes cantidades de colágeno reticular, puede tener 7,6 cm de grosor en la región ventral, y está cubierta de dentículos y una capa de mucosidad en lugar de escamas. La piel del clavus es más lisa que el resto del cuerpo, donde puede ser tan áspera como el papel de lija.
Se pueden encontrar más de cuarenta especies de parásitos tanto en la piel como el interior de su cuerpo, por lo que estos peces buscan diferentes formas de aliviarse. En regiones templadas, las zonas de algas a la deriva albergan peces limpiadores y otros peces que retiran los parásitos de la piel de los peces luna que las visitan. En los trópicos recibe la ayuda de los peces de los arrecifes de coral. Poniéndose de lado en la superficie, también permite a las aves marinas alimentarse de los parásitos de su piel. Se han observado casos de peces luna dando grandes saltos sobre el agua y golpeándose contra la superficie del agua, posiblemente en un intento de eliminar los parásitos de su cuerpo.

## Distribución y comportamiento

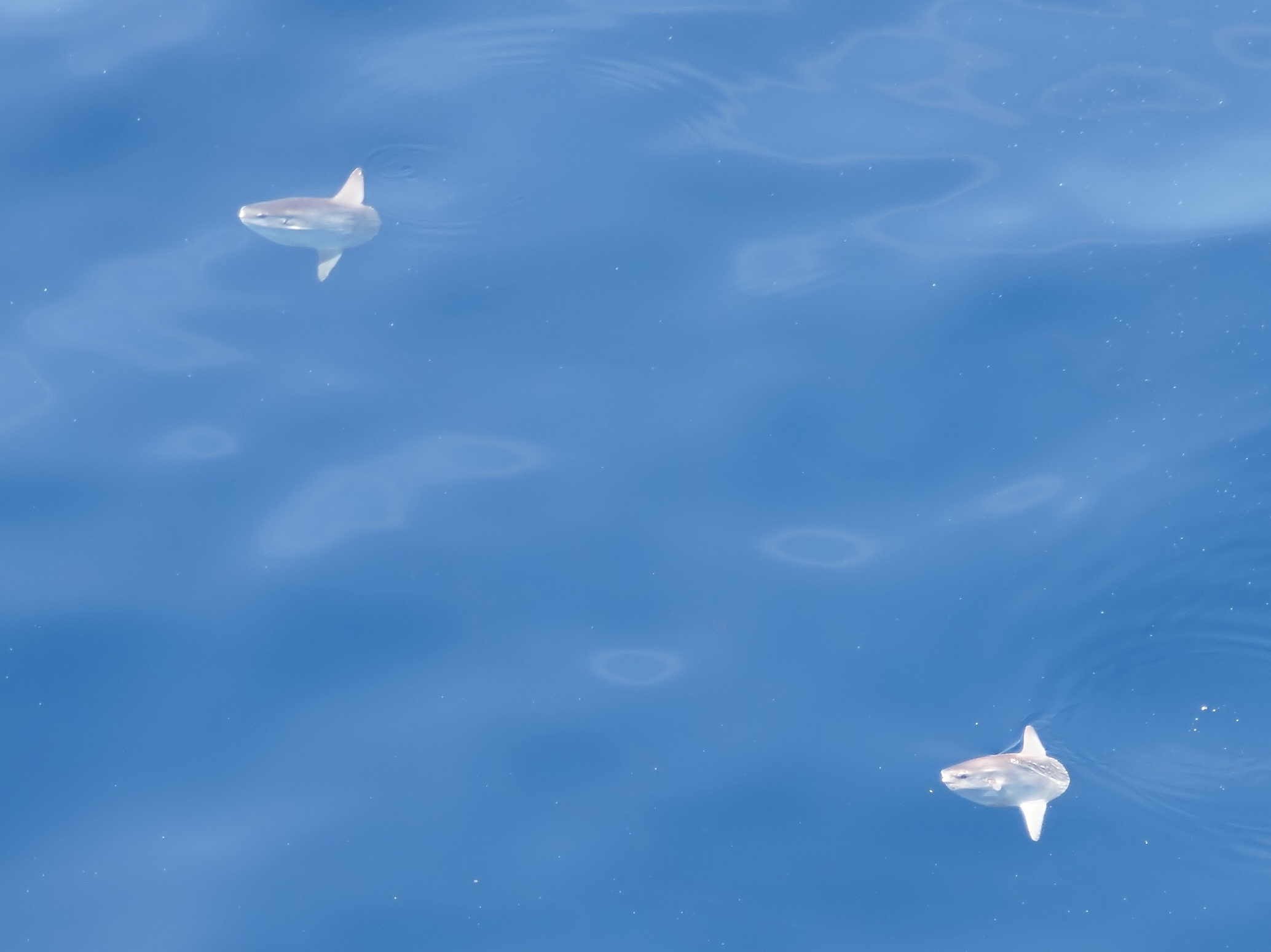
Dos peces luna vistos desde el ferry Mallorca-Barcelona.

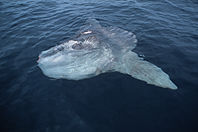
M. mola en su característica posición horizontal para tomar el sol.

Es una especie cosmopolita que se distribuye por las aguas templadas y tropicales de todos los océanos del mundo. Los genotipos de Mola parecen variar significativamente entre el océano Atlántico y el Pacífico, pero las diferencias genéticas entre los ejemplares del Hemisferio Norte y el Hemisferio Sur son mínimas.
M. mola es una especie pelágica y nada a profundidades de hasta 600 metros. A pesar de la creencia general de que los peces luna se pasan gran parte del tiempo tomando el sol en la superficie, recientes investigaciones apuntan a que los adultos pasan gran parte de su vida sumergidos a profundidades superiores a 200 metros, ocupando las zonas epipelágica y mesopelágica.

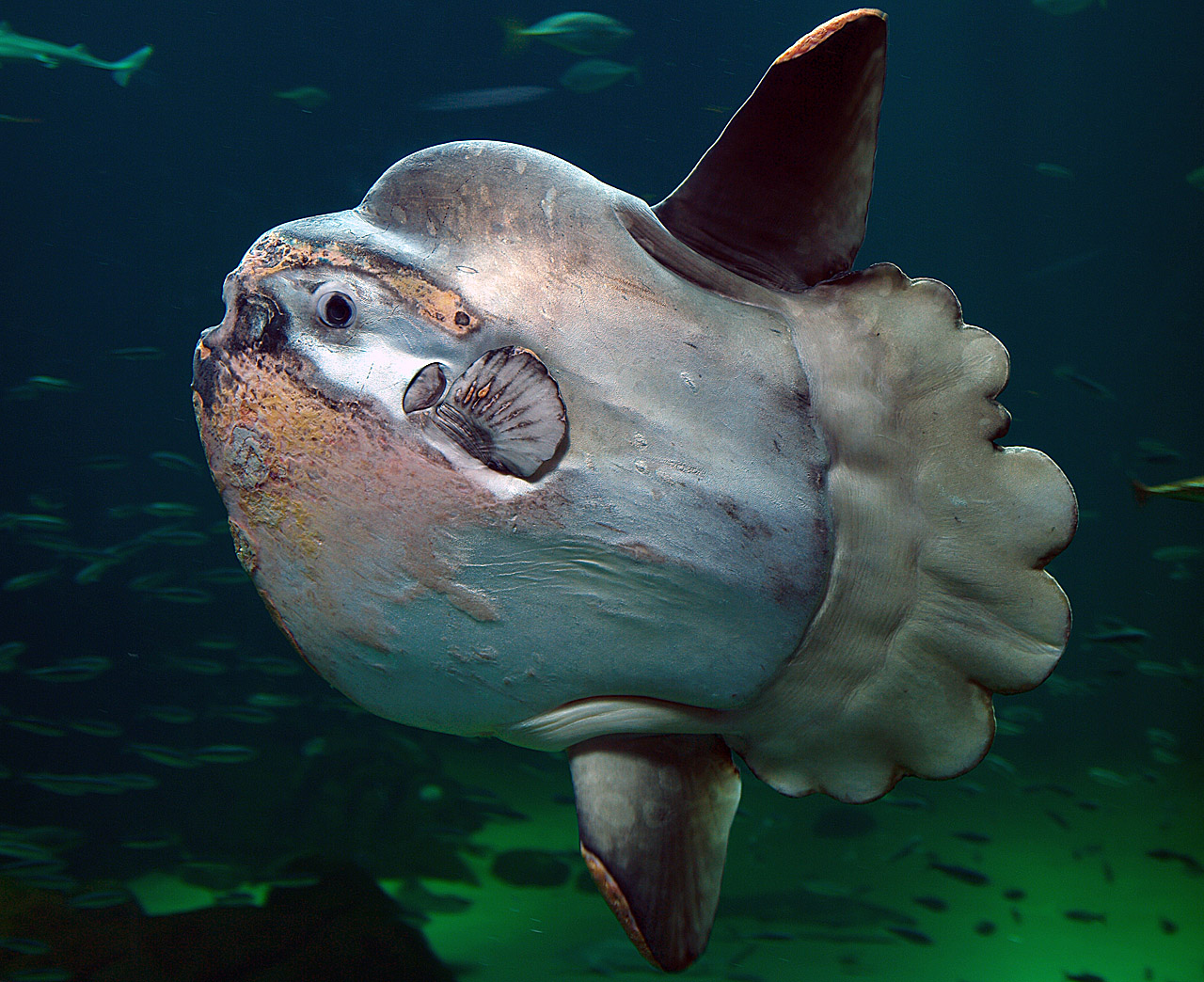
Pez luna en el Nordsøen Oceanarium, Hirtshals (Dinamarca).

Suelen encontrarse en aguas con temperaturas por encima de los 10 °C. De hecho, permanecer durante largos periodos en aguas por debajo de los 12 °C puede causarles desorientación y probablemente la muerte. Investigadores como la bióloga marina Tierney Thys opinan que el comportamiento de los peces luna de tomar el sol en la superficie, nadando de lado para presentar la mayor superficie posible al Sol, puede ser un método de «recarga térmica» tras sus inmersiones en aguas más profundas y frías. Se ha observado a estos peces en aguas habitualmente tan frías como las del suroeste de Gran Bretaña, fuera de su hábitat normal, y se ha señalado como prueba del aumento de las temperaturas marinas.
Por lo general se le ve solo y ocasionalmente en parejas. Nadan principalmente en aguas abiertas, pero a veces se encuentran cerca de bosques de kelp para aprovechar su población de pequeños peces que quitan los ectoparásitos de su piel. La mayoría de los informes existentes sugieren que M. mola se desplaza principalmente por transporte pasivo con las corrientes marinas, pero un estudio reciente utilizando telemetría acústica mostró una capacidad natatoria direccional no relacionada con el sentido de las corrientes.

### Alimentación
Su dieta consiste principalmente en varios tipos zooplancton gelatinoso como medusas, fragatas portuguesas, ctenóforos y salpas. Se han encontrado calamares, esponjas, trozos de ofiuras, varios tipos de Zostera, crustáceos, pequeños peces y larvas de anguila de las profundidades en los estómagos de M. mola, lo que indica que buscan su alimento tanto en la superficie, en los fondos marinos como en aguas profundas. Esta dieta es pobre en nutrientes, lo que le obliga a consumir grandes cantidades de alimento para mantener su tamaño.
El pez luna puede escupir y sorber agua a través de su pequeña boca para desgarrar las presas de cuerpo blando. Sus dientes están fusionados en una estructura similar a un pico, lo que les permite romper presas más duras. Además, los dientes faríngeos situados en su garganta, deshacen el alimento en trozos más pequeños antes de pasarlo al estómago.

### Ciclo vital

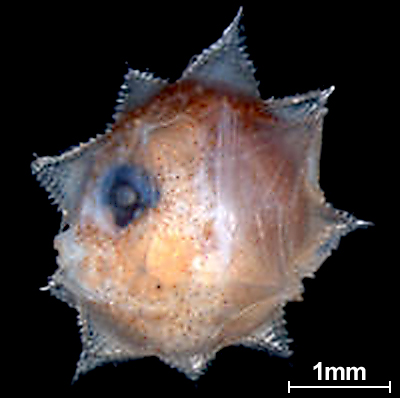
Un alevín que todavía posee las espinas que desaparecerán posteriormente.

Puede vivir hasta diez años en cautividad, pero todavía no se ha determinado su longevidad en un hábitat natural. Su ritmo de crecimiento tampoco ha sido determinado, aunque hay constancia de que un ejemplar joven del Monterey Bay Aquarium (Monterrey, California) aumentó de peso de 26 a 399 kg y alcanzó una altura de casi 1,8 metros en quince meses.
El considerable tamaño de un ejemplar adulto y su piel gruesa disuaden a muchos depredadores, pero los ejemplares jóvenes son vulnerables a ser capturados por el atún rojo y el dorado. Los adultos son presa de leones marinos, orcas y tiburones. Los leones marinos parecen cazarlo como un «deporte», arrancándoles las aletas, moviendo su cuerpo de un lado a otro y luego simplemente abandonando al pez indefenso, pero todavía vivo, hasta que muere en el fondo marino.
No se sabe mucho acerca de las prácticas de apareamiento de M. mola, pero se cree que sus áreas de desove se encuentran en el Atlántico Norte y Sur, en el Pacífico Norte y Sur y en el Índico. Las hembras pueden producir hasta 300 millones de huevos, más que cualquier otro vertebrado conocido. El pez luna libera los huevos en el agua y son fertilizados externamente por el esperma de los machos.
A pesar del enorme tamaño de estos peces, nacen de unos huevos realmente minúsculos, extraordinariamente desproporcionados en relación con el tamaño que alcanzan de adultos: las larvas recién nacidas solo tienen una longitud de unos 2,5 mm, lo que supone aumentar 60 millones de veces su tamaño original cuando alcanzan sus dimensiones de adultos. Los alevines, con grandes aletas pectorales y una aleta caudal y espinas corporales que no se encuentran en los adultos, parecen pequeños peces globo (parientes cercanos suyos). Las crías se desplazan en bancos para protegerse, pero abandonan esta costumbre cuando crecen.

## Relación con los humanos
A pesar de su enorme tamaño, el pez luna es dócil y no representa ningún tipo de amenaza para los buzos humanos. Los casos de lesiones producidas por peces luna son raros, aunque hay un cierto peligro por parte de algunos ejemplares grandes que incidentalmente puedan caer sobre un barco cuando saltan del agua. El único caso conocido en que un pez luna lastimó a una persona, fue cuando en uno de esos saltos le cayó encima a un niño de 4 años en Pembrokeshire (Gales) en 2005, mientras pescaba con sus padres. Las zonas en las que se los suele encontrar son destinos populares para la inmersión de recreo, y se dice que los peces luna se han familiarizado con los buzos en algunos lugares. De hecho, estos peces son más peligrosos para los navegantes que para los nadadores, puesto que su enorme tamaño y peso pueden causar daños significativos cuando impactan con una pequeña embarcación. Las colisiones contra estos peces pueden dañar el casco de una embarcación, y su cuerpo puede quedar encallado en las hélices de los barcos más grandes.

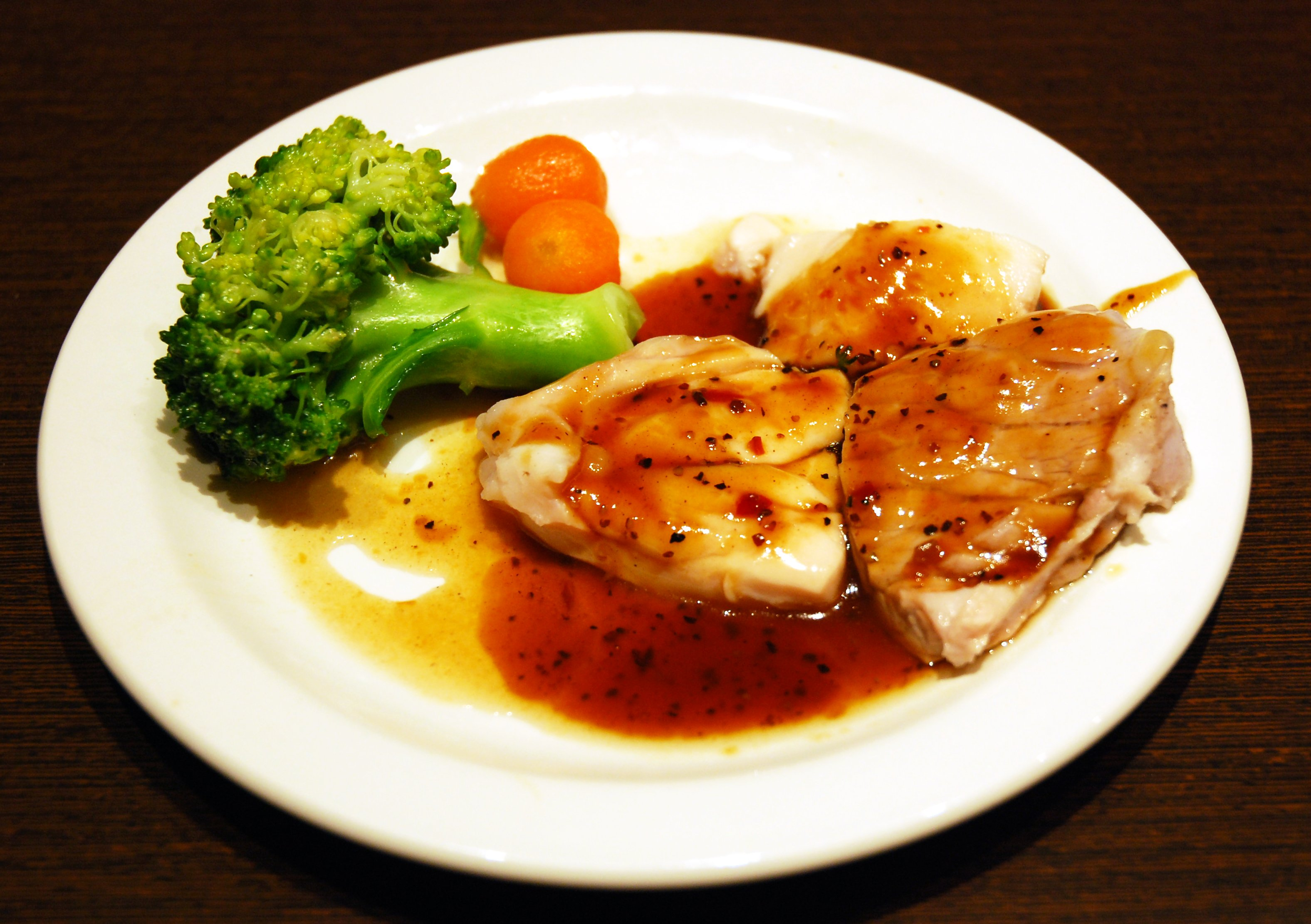
Plato preparado a base de carne de pez luna. En algunas partes del mundo se considera un manjar.

Su carne se considera un manjar en algunas regiones, sobre todo en Corea, Japón y Taiwán; sin embargo, debido a su consideración de peces venenosos, su comercialización (junto con el resto de las especies de la familia Molidae) está prohibida en la Unión Europea. En cocina se utilizan todas las partes de su cuerpo, de las aletas a los órganos internos. Partes del pez luna también se utilizan en algunas regiones en el ámbito de la medicina tradicional.
Los peces luna son capturados accidentalmente con frecuencia en redes de captura pasiva, llegando a alcanzar hasta un 30 % de las capturas totales en la pesca de peces espada por medio de este tipo de redes en California. La proporción de capturas accesorias (captura de especies distintas a la que se pretende pescar) de peces luna es todavía más alta en el caso la industria del pez espada en el Mediterráneo, donde M. mola representaba entre el 71 % y el 90 % de las capturas totales entre 1992-1994.
Su pesca, captura accesoria y destrucción no está regulada a nivel mundial. En algunas regiones los pescadores les cortan las aletas, al considerarlos ladrones de cebo sin valor; este proceso acaba matando al animal, que ya no es capaz de desplazarse sin sus aletas dorsal y anal. Este animal también está amenazado por desechos flotantes como por ejemplo  bolsas de plástico, que parecen medusas, su alimento principal; las bolsas pueden atragantar y asfixiar a un ejemplar o llenar su estómago hasta el punto de impedir que pueda alimentarse.
Todavía se desconocen muchas cuestiones acerca de la biología de M. mola, y se están desarrollando diversas investigaciones para esclarecerlas, como reconocimientos aéreos de sus poblaciones, utilización de seguimiento por satélite de dispositivos colocados en algunos especímenes (que, tras un tiempo determinado, se desprenden del animal) para su seguimiento vertical y horizontal, análisis genético de muestras de tejidos, y recogida de información de datos de observación por parte de aficionados. Estudios recientes indican una disminución en las poblaciones de pez luna que podría estar causada por una mayor frecuencia en las capturas accesorias y por el creciente aumento de su popularidad en la dieta humana.

### En cautividad

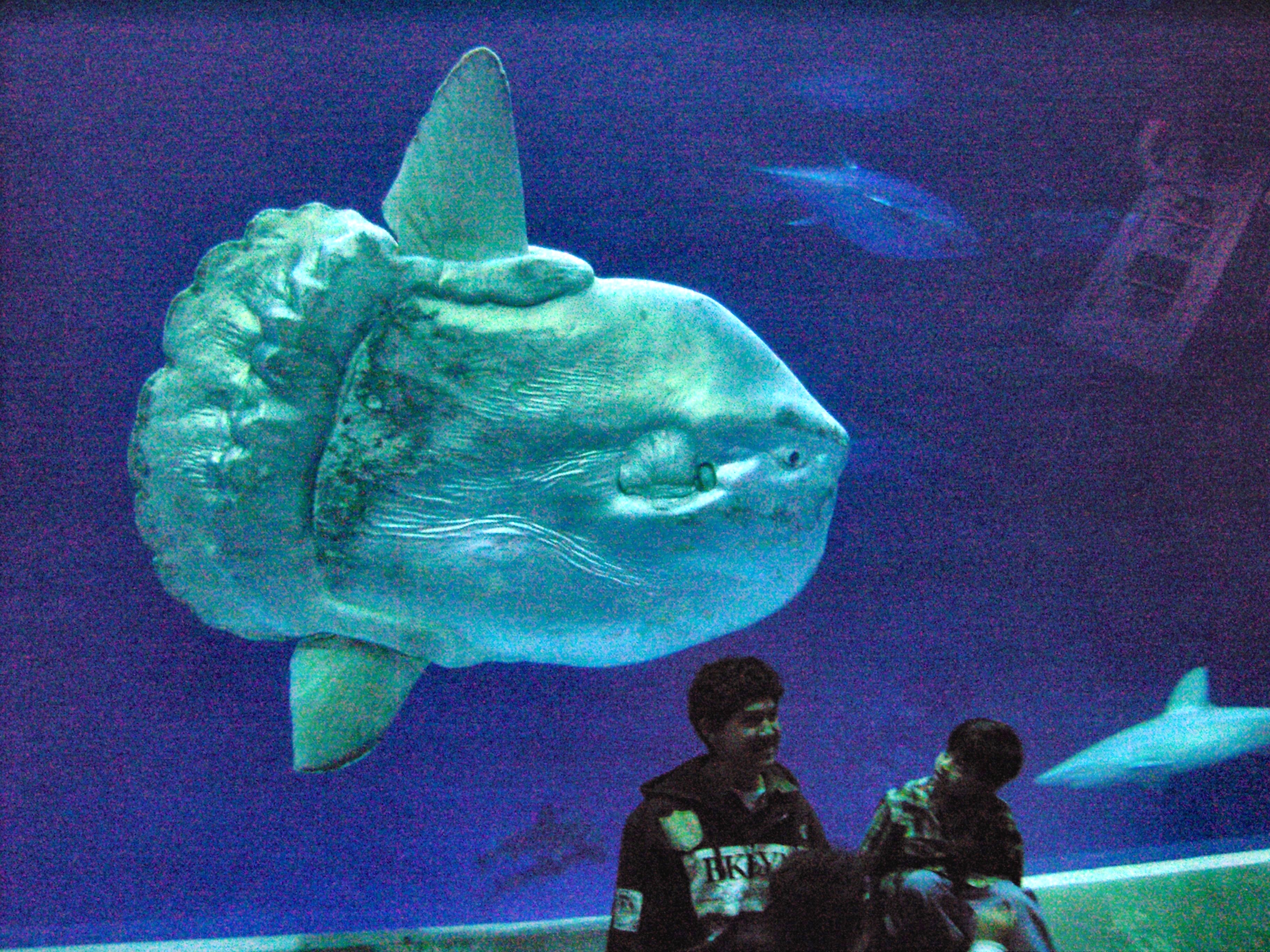
En esta imagen tomada en el Monterey Bay Aquarium en Monterrey (California), se aprecia su tamaño en comparación con los humanos.

El pez luna no suele ser exhibido en acuarios debido a los exigentes y especiales requerimientos para su cuidado. Sin embargo algunos acuarios asiáticos cuentan con algún espécimen, especialmente en Japón. El Aquarium Kaiyukan, en Osaka, es uno de estos acuarios con peces luna, donde son una atracción tan popular como los enormes tiburones ballena. En Europa, en el Oceanário de Lisboa (Portugal) se exponen M. mola en el tanque principal, y en España, tanto el Acuario de Barcelona como el Oceanográfico en Valencia y el acuario de Gijón también cuentan con especímenes de pez luna.
En Estados Unidos, el primer ejemplar conservado en un acuario llegó al Monterey Bay Aquarium en Monterrey (California) en 1986. Dado que nunca se habían mantenido peces luna en cautividad a gran escala, se vieron obligados a innovar y crear sus propios métodos de captura, alimentación y control de parásitos. En 1998 ya se habían superado estos problemas y pudieron mantener un ejemplar durante más de un año, liberándolo cuando su peso había aumentado más de catorce veces. Desde entonces, Mola mola se ha convertido en una atracción permanente del tanque de Outer Bay. El mayor ejemplar del Monterey Bay Aquarium fue sacrificado en febrero de 2008, tras un prolongado periodo de enfermedad.
Dado que estos peces maniobran con lentitud, una de las principales preocupaciones de los cuidadores es evitar que se hagan daño golpeándose contra las paredes de los tanques del acuario. En tanques pequeños, se puede colgar una cortina de vinilo para redondear los tanques en forma de cubo para que los peces no se golpeen contra los lados. Una solución más eficaz es dar suficiente espacio al animal para que pueda nadar en grandes círculos. El tanque también tiene que tener suficiente profundidad como para acomodar la altura en vertical de estos peces, que puede superar los 3 metros. Alimentarlos dentro de un tanque junto con otros peces más rápidos y agresivos también puede representar un reto; una solución puede ser enseñarles a coger su comida de la punta de una barra o de la mano de los cuidadores.